# 陳紫芝
陳紫芝（？—？），字非園。浙江鄞縣人。清朝官員。

## 生平
康熙十八年（1679年）進士，選庶吉士。散館授檢討。官陝西道御史，嫉惡如仇。康熙二十七年（1688年），陳紫芝參劾權臣明珠私黨、湖廣巡撫張汧「蒞任未久，黷貨多端」，「甚至漢口市肆招牌，亦指數派錢」，康熙帝下諭：「張汧貪婪，無人敢言。陳紫芝獨能參劾，甚為可嘉。」後任大理寺少卿，不久即卒。傳言為明珠所害。《清史稿》有傳。

## 延伸阅读
[在维基数据编辑]
 《清史稿·卷282》，出自趙爾巽《清史稿》